# Barbara Pyle
Barbara Pyle är en amerikansk producent, filmskapare och miljöaktivist. Hon var med och skapade TV-serien Captain Planet and the Planeteers.

### Fotnoter
1. ↑  ”We are Barbara Pyle and Nick Boxer, Co-creators and Exec. Producers of "Captain Planet and the Planeteers." AMA!” (på engelska). Interviewly. 15 september 2012. Arkiverad från originalet den 5 mars 2015. https://web.archive.org/web/20150305004940/http://interviewly.com/i/barbara-pyle-sep-2012-reddit. Läst 16 mars 2015.